# 桂林市区

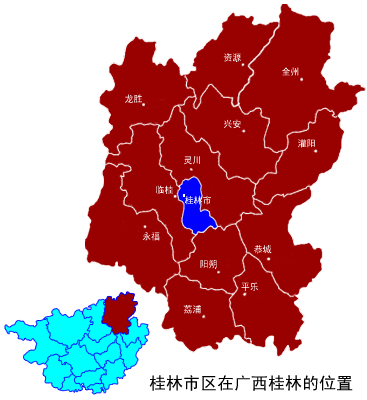
桂林市在广西桂林的位置

桂林市区大致相當於舊桂林市（縣级）的範圍，位于广西桂林，是整个桂林市（現代地级市）的经济、文化中心。在桂林市政府搬迁前，桂林市（地级）人民政府驻象山区榕湖南路。
桂林市区是一种概念，在行政区划上并没有正式的地位，市区现由桂林市下辖的五个城区即秀峰区、叠彩区、象山区、七星区、雁山区组成，所以又称“五城区”。

## 行政区划

### 政府的行政区划

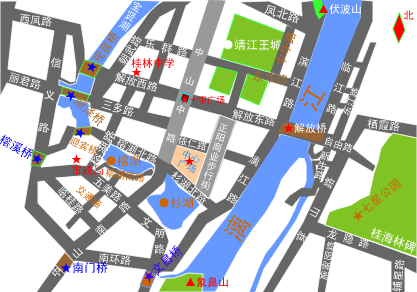
桂林市区中心地区地图

市区现由秀峰区、叠彩区、象山区、七星区、雁山区组成。
| 区名   | 面积（平方千米） | 人口（万人） | 区人民政府驻地 | 邮政编码 |
| ------ | ---------------- | ------------ | -------------- | -------- |
| 秀峰区 | 49               | 11           | 中隐路         | 541001   |
| 叠彩区 | 52               | 12           | 凤北路         | 541001   |
| 象山区 | 88               | 19           | 银锭路         | 541002   |
| 七星区 | 74               | 15           | 马坪街         | 541004   |
| 雁山区 | 288              | 7            | 雁山镇         | 541006   |
| 统计   | 551              | 64           | 象山区         | 541000   |

注意：桂林市区只是人们的一种概念，在正式的行政区划中没有桂林市区。以上各区分别有自己的区人民政府，与桂林市的县一样统归桂林市人民政府管辖。

### 部份地区的称呼
对于桂林市区内的各片区域，市民都有约定俗成的称呼。但是这些地区的概念都是模糊的。
- 市中心：即桂林市区的中心。狭义的市中心是指解放路和中山路的交叉口，广义的市中心是指桂林的旧城，即城墙以内的地区，或者说是两江四湖包围着的地区，是秀峰区的一部分。这里是桂林市最繁华的地区，是桂林市的交通、商业、经济中心。
- 三里店：位于七星区，因距市区三里而得名。主要指七星路和漓江路、普陀路的交叉口附近的地区，这是桂林市东部的交通和商业中心。
- 东江：即漓江以东的地区，一般是指解放桥东头至七星公园正门和龙隐桥一带的附近地区，是较早的商品集散地。
- 观音阁：有的称北门，因在桂林市区北部得名。这里是桂林市区北部的经济中心。
- 南门：指原桂林市的南门，有的人称“南城”，即现在的南门桥附近，位于象山区。这里有桃花江，是市民的主要休闲场所。
- 铁西：指湘桂铁路以西的部分，但是一般说的铁西是指桂林火车站以西的部分，这是桂林市工业密集的地方，也是人口聚居地。
- 瓦窑：位于象山区南部，因旧时此地遍布瓦窑得名。是桂林市区人口聚居区和较早的工业中心。

## 经济

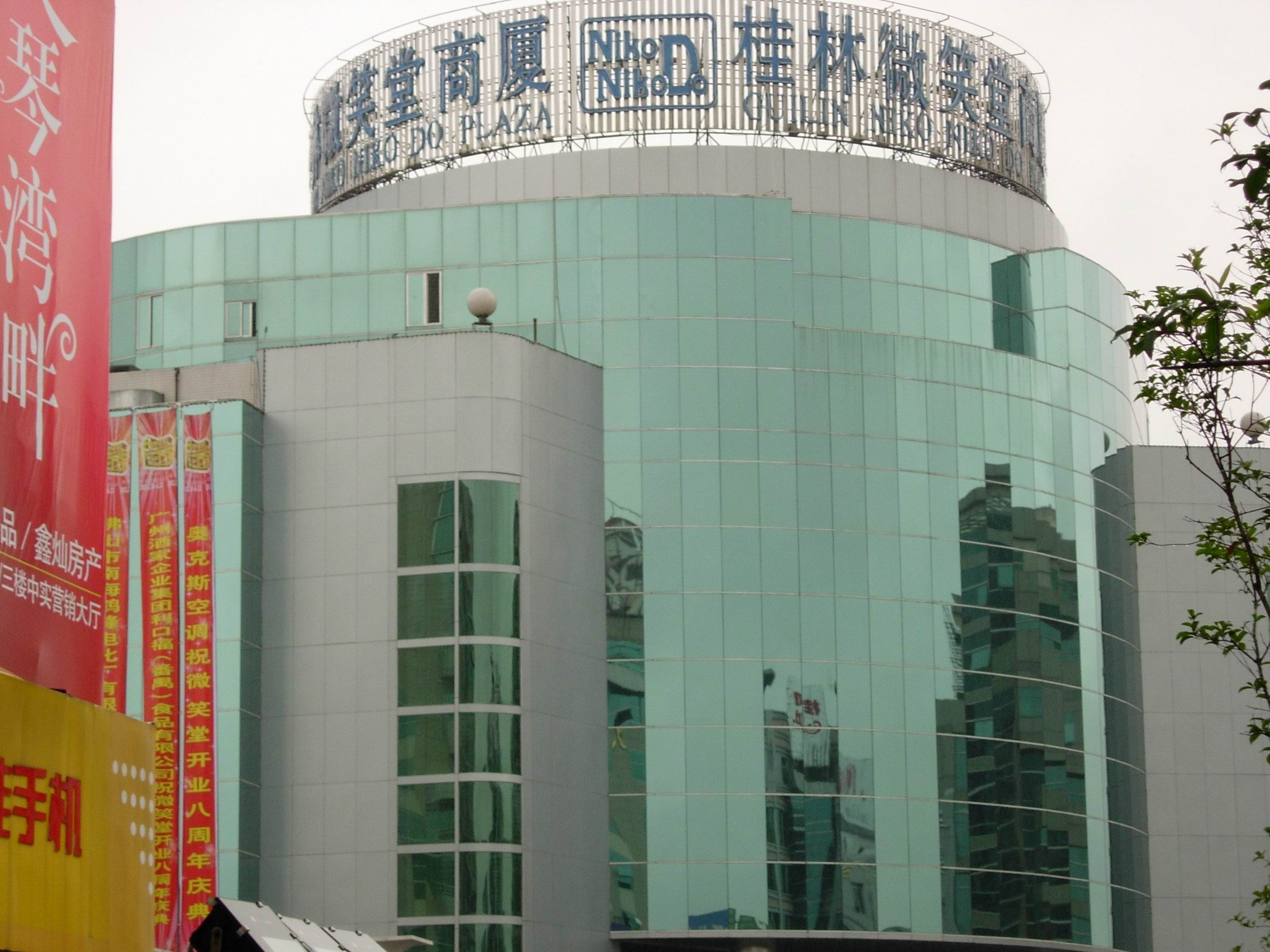
桂林微笑堂商厦，位于市中心的购物中心的代表。

桂林市区是整个桂林的经济交流中心，中心地区有中心广场、八桂大厦、正阳商业步行街、微笑堂、百货大楼等商业场所。
桂林市区的第三产业发达，经济主要靠旅游支撑，所开发的两江四湖就是为了拉动第三产业，使旅游经济蓬勃发展。根据旅游的需要，桂林市区原建的很多工厂已被迁去郊外，现建的一些几乎达到无污染，尤其是在七星区和经济开发区。

## 文化

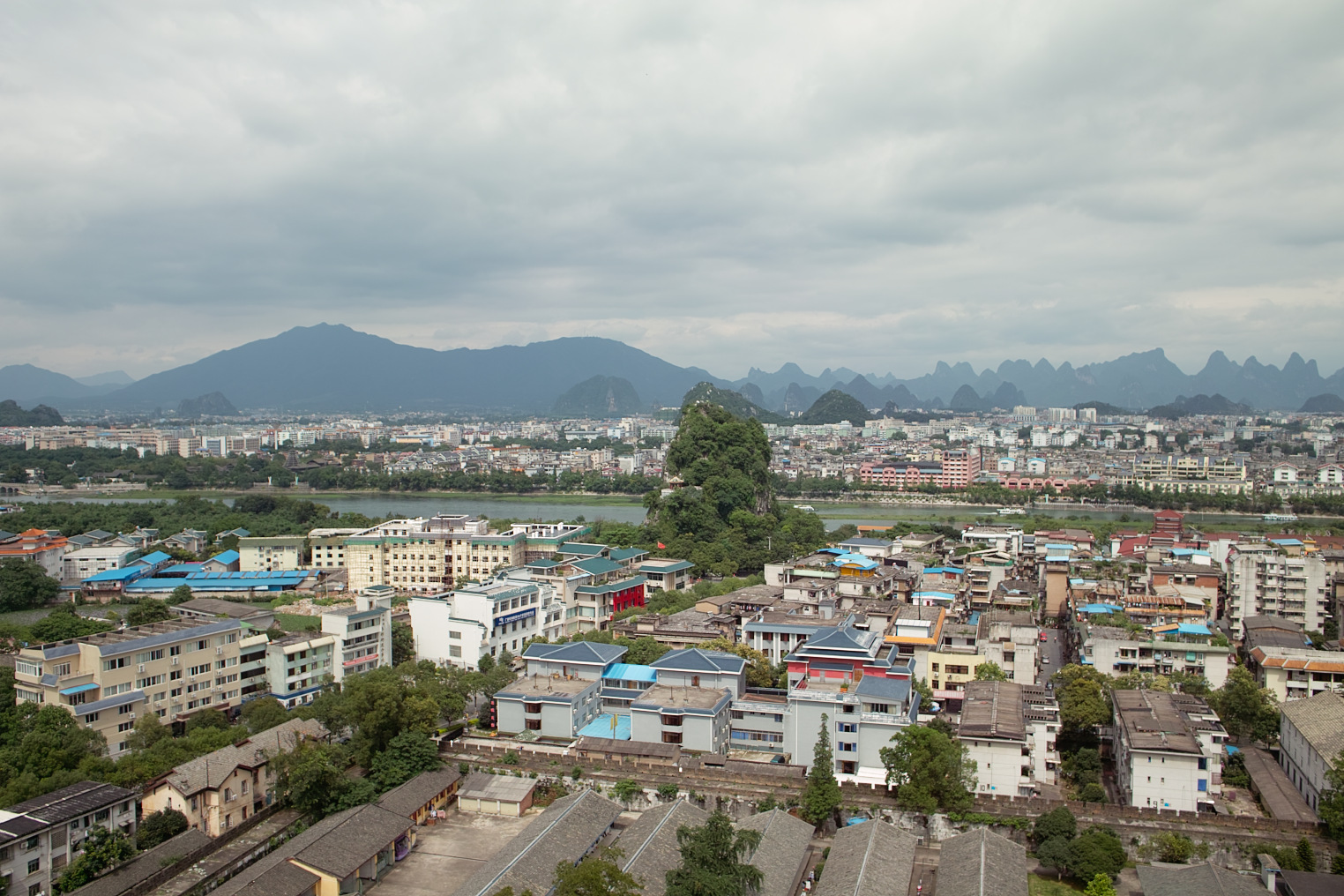
从独秀峰俯瞰桂林，不远处是漓江

桂林市区也是整个桂林的文化交流中心，市立的两座图书馆曾是省级图书馆，许多名人在此翻阅过图书，2003开业的桂林书城是目前桂北地区营业面积最大的书店，小型书店更是繁多。市区内有三所广西省级重点中学兼广西首批示范性普通高中。

### 风景
著名的两江四湖、漓江的核心风景区、桂林的国家4A级风景区都在桂林市区内。
- 沿漓江的风景区（由北往南）有：叠彩公园、伏波公园、象山公园。叠彩内的叠彩山、伏波公园内的伏波山洞都是秀丽奇特的景致；象山公园内的象山则做为桂林市的市标。

- 著名的两洞：芦笛岩、七星岩更是神奇瑰丽。

### 教育
桂林在很长一段时间是广西的文教中心。市区内有三所省重点中学兼示范性重点中学：广西师范大学附属中学、桂林中学、桂林市第十八中学，另外比较重要的院校还有广西师范大学。中学还有比较有名的广西师范大学附属外国语学校。

## 沿革
现在的桂林市是由原桂林市区和桂林地区经过五次沿革合并而形成。桂林市区有着悠久的历史文化基础，和秀丽的风景面貌，桂林山水甲天下指的就是桂林市区内的景致。

### 原桂林市区
- 1949年11月22日桂林解放，为广西省所辖。

- 1958年，桂林改称广西壮族自治区桂林市，原桂林市即桂林市区辖桂林城区和郊区（雁山区雏形）。

- 1981年，原桂林地区的阳朔县划归桂林市管辖。灵川县大圩公社的潜经、草坪2大队和茯荔大队的吴家、杨家2生产队划归桂林市管辖。（国务院1981年5月7日批准【国函44号】）

- 1983年，桂林地区的临桂县划归桂林市管辖。（国务院1983年10月8日批准【国函215号】）

- 1996年12月2日，经过国务院批准，桂林市郊区更名为雁山区，并将郊区不同程度地划归到所临近的各区。雁山区只辖原郊区的雁山镇、拓木镇的（不含同心、平山两个村）、大埠乡、草坪回族乡。

### 现桂林市（地级）
由于桂林市和桂林地区相连，而且历史文化有着相同的基础，故经过1998年8月27日国务院批准，桂林市区和桂林地区合并。
部分资料源自行政区划网

## 交通

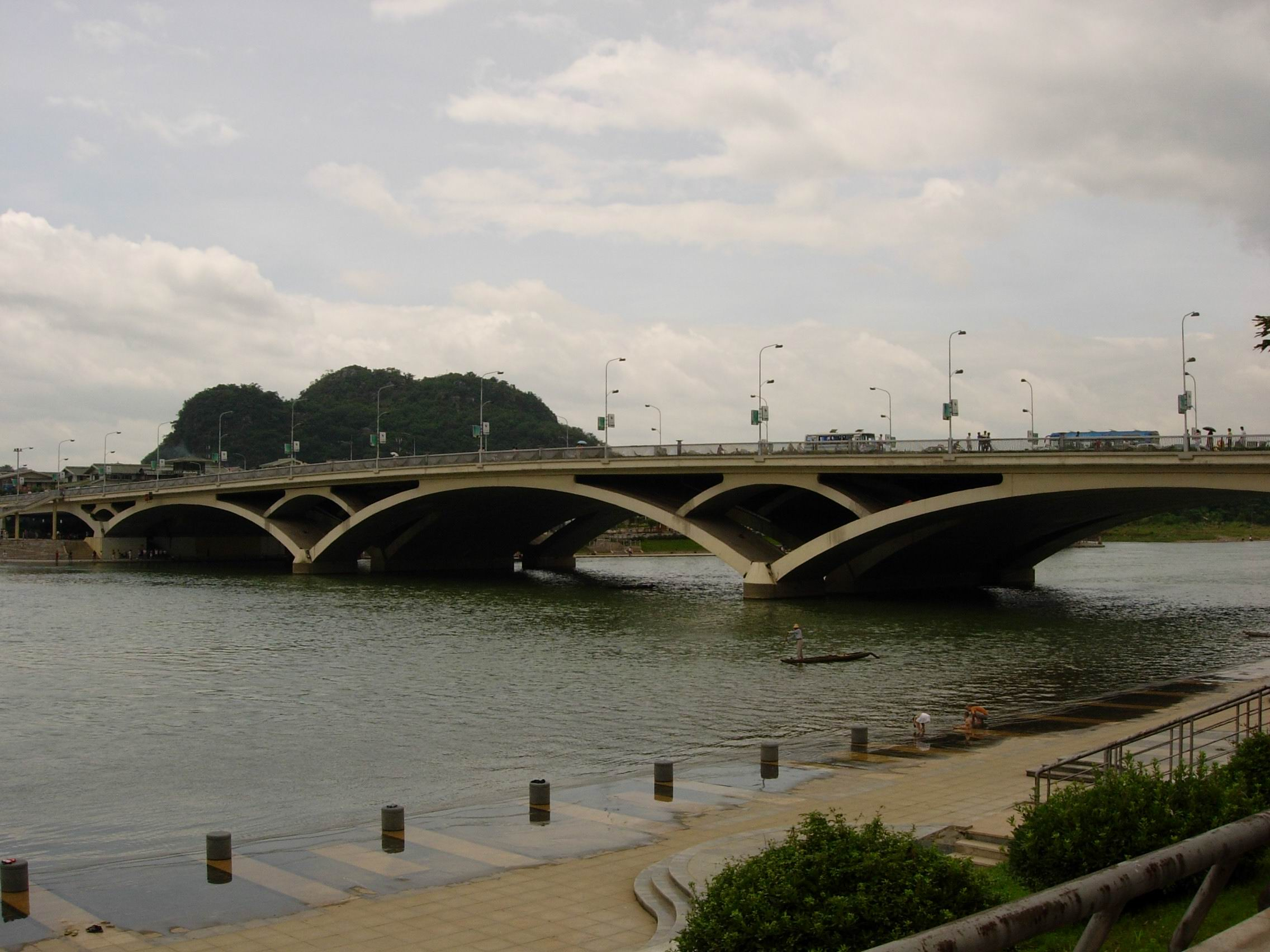
解放桥 (桂林)

二十世纪九十年代末，随着桂林城市建设步伐的加快，一批旧的道路被拓宽、翻新，许多桥梁重建，其中包括解放桥、文昌桥、新桥、龙隐桥等，许多道路一改往日的狭窄、破旧和混乱，成了宽阔大道的同时，更加方便的市民的生活和桂林市交通的发展。

## 历史

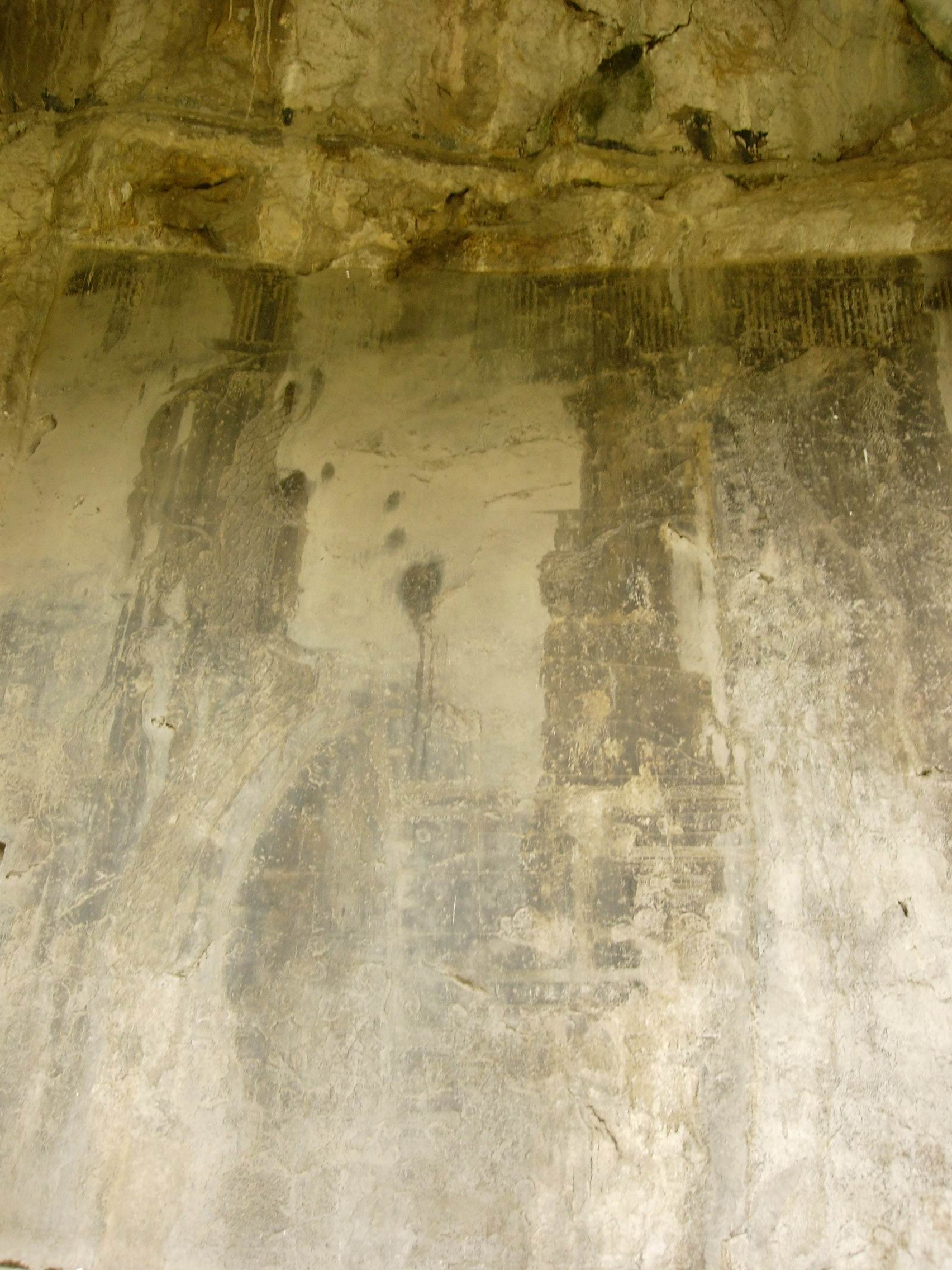
鹦鹉山山崖上刻的宋代的《静江府城池图》。

桂林地区的历史悠久，早在一万年多年前就有人居住过的痕迹。
- 距今约一万年，甑皮岩人已进入母系氏族社会阶段，曾在宝积岩和甑皮岩洞穴发现过他们的遗物。
- 夏商周时期，这里是百越人的居住地。秦始皇当时在广西地区置桂林，象，南海三郡，这也是“桂林”名称的最早起源，但是当时的桂林郡治不在今天的桂林市区。
- 汉元鼎六年（公元前111年），在桂林这片地区设始安县，隶属于荆州零陵郡。东汉时改属始安侯国。
- 三国时先属蜀，后归吴。甘露元年（265年），置始安郡始安县，郡县治所都在今之桂林。
- 隋唐时属岭南桂州总管府。唐武德四年（621年），李靖修城于独秀峰南。贞观八年（634年）改名临桂县，属桂州始安郡。光化三年（900年）始，属静江节度。
- 五代十国时先后属楚和南汉的桂州。
- 宋时，前属广南西路桂州，后属静江府。元时属广西行中书省静江路。明清时均属广西省桂林府。
- 民国时属广西省。1914年改名桂林县，1940年始设桂林市。1944年11月至1945年7月28日，为日寇占领。光复后仍为广西省辖市。历史上长期为广西省会 。

部分资料源自桂林市人民政府